# Grand Funk Railroad
Grand Funk Railroad ist eine 1968 gegründete US-amerikanische Rockband, die in den frühen 1970er Jahren zu den erfolgreichsten Vertretern dieser Musikrichtung in den USA zählte. Künstlerisch umstritten, von Zeitgenossen oft wegen eines wenig innovativen, effekthascherischen Stils kritisiert, hatte die Band in ihren ersten Jahren dennoch großen Erfolg und übertraf bei einem Konzert am 9. Juli 1971 im New Yorker Shea Stadium den sechs Jahre zuvor aufgestellten Einnahmerekord der Beatles.

## Bandgeschichte
Gründungsmitglieder waren der Sänger und Gitarrist Mark Farner und der Schlagzeuger Don Brewer aus Flint im US-Staat Michigan sowie der Bassist Mel Schacher aus der Flint-Nachbarstadt Owosso. Die drei Musiker kannten sich seit ihren Teenagerjahren. Ihr Einstieg ins Musikgeschäft erfolgte, nachdem Don Brewer den Sänger der Band The Pack kennengelernt hatte, Terry Knight, der ab 1969 das Management von Grand Funk Railroad übernahm.
Terry Knight stammte ebenfalls aus Flint und war ein populärer Discjockey einer Radiostation in Detroit. Nachdem er im Alter von 20 Jahren von seinem Sender wegen seiner aufbrausenden Persönlichkeit entlassen worden war, trat er The Pack als Leadsänger bei (später: Terry Knight and the Pack). Don Brewer und Mark Farner schlossen sich ebenfalls The Pack an. Sie brachten es zu einer Reihe lokaler Hits, bis Knights schwieriger Charakter die Band auseinanderfallen ließ.
Don Brewer und Mark Farner beschlossen deshalb 1968, eine eigene Band zu gründen. Wenig später trat Mel Schacher der Gruppe bei. Brewer verpflichtete Terry Knight, das zunächst noch namenlose Trio zu beraten. Der Anfang 1969 eingeführte Bandname bezog sich auf eine Eisenbahnlinie „Grand Trunk Railroad“, die durch Brewers und Farners Heimatstadt Flint verlief. Knight übernahm das Management unter der Bedingung, in allen wichtigen Fragen freie Hand zu haben. Bereits im Frühjahr 1969 organisierte er den ersten Auftritt der Band in Buffalo (New York). In der Folgezeit prägte er alleinverantwortlich und konsequent den Stil der Gruppe und beherrschte deren Entwicklung als Pressesprecher, Verleger, Produzent und Verantwortlicher für die außergewöhnliche Aufmachung der Band.
Ihren Durchbruch erlebten Grand Funk Railroad auf dem Atlanta Pop Festival am 4. Juli 1969, wo sie ohne Gage spielten. Ermutigt durch das große Faninteresse, sprach Knight anschließend bei Plattenfirmen vor und erreichte, dass Capitol Records die Gruppe unter Vertrag nahm. Ihr erstes Album On Time wurde zum musikalischen Muster für alle nachfolgenden.
Die Musik der Band wurde von vielen Rezensenten als unmelodisch und zu laut geschmäht. Rod Stewart bezeichnete sie einmal als „the all-time loud white noise“ (deutsch: „permanentes weißes Rauschen“). Trotz der teils massiven Kritik vieler britischer und amerikanischer Rezensenten und Musikzeitschriften spielten Grand Funk Railroad eine Serie von mit goldenen Schallplatten und Platin ausgezeichneten Alben ein und traten erfolgreich in den USA und Europa auf.
Grand Funk erreichte die Spitze der US-Albumcharts und wurde ein Jahr nach der Gründung 1969 erstmals mit Gold ausgezeichnet. Im gleichen Jahr erschienen die ersten Singlehits der Band: Timemachine und Mr. Limousinedriver. 1970 verzeichnete die erstaunte Presse sensationelle Verkäufe. Drei Alben erschienen: Grand Funk, Closer to Home und das berühmte Live-Doppelalbum. Mehrere aufeinander folgende Singlehits machten die Band zum lukrativen Act. Fünf Millionen Dollar Umsatz wurden in diesem Jahr verzeichnet.
Als 1971 jedes Grand-Funk-Album nach Fertigstellung Erfolg und Ruhm brachte, machte Knight die Band zu einer Attraktion in den USA, unter anderem durch zwei ausverkaufte Konzerte im New Yorker Shea Stadium. Die Karten wurden schneller verkauft als bei den Beatles-Konzerten. Während viele Länder dem Grand-Funk-Fieber verfielen, blieb man in Großbritannien dem importierten Hard Rock gegenüber jedoch reserviert eingestellt und setzte lieber auf heimische Bands wie Black Sabbath, Led Zeppelin und Deep Purple.
Nach drei Jahren und dem Erscheinen des Albums E Pluribus Funk trennte sich Grand Funk Railroad von ihrem Manager Terry Knight. Dieser verklagte sie wegen Vertragsbruch. Höhepunkt des Streits war die Einziehung der Instrumente bei einem Auftritt, was zu einem Aufstand geführt hätte und im letzten Moment abgewendet werden konnte. Der Rechtsstreit um die 55-Mio.-Dollar-Klage ging nach jahrelangen Prozessen mit einem Vergleich zu Ende.
Craig Frost, ein alter Freund der Gruppe, spielte ab 1972 und dem Album Phoenix die Keyboards und wurde endgültig viertes Mitglied ab dem Album We’re an American Band (1973), das von Todd Rundgren produziert wurde und mit dem die Härte und der „Killergroove“ endgültig verschwunden waren. Shinin’ On wurde 1974 fertiggestellt, gefolgt von All the Girls in the World, Beware (1974), auf dem Soul-Elemente zu finden sind. Der eigentliche Stilbruch hatte aber bereits mit dem Album We’re an American Band stattgefunden, danach hatte man alles, was die Band so einzigartig gemacht hatte, aufgegeben. Bevor 1976 Born to Die veröffentlicht wurde, hatte sich die Band inoffiziell getrennt, sie plante ihr letztes Album. Sie kehrte jedoch zurück, um mit Frank Zappa als Produzenten das Album Good Singin’, Good Playin’ aufzunehmen, das 1976 erschien.
1976 begann Mark Farner sich seiner Solokarriere zu widmen. Die verbliebenen Mitglieder gründeten das nach ihrer Heimatstadt benannte Trio Flint.
Von 1981 bis 1983 reformierte sich Grand Funk Railroad mit Dennis Bellinger (ohne Mel Schacher) und veröffentlichte ein weiteres Album: Grand Funk Lives. Die Kritiker des Rolling Stone urteilten harsch: „‚Grand Funk Lives‘ wird als eines der peinlichsten Comeback-Alben in die Geschichte eingehen“. Trotzdem erschien in dieser Zeit ein weiteres Album: What’s Funk.
Danach setzte Mark Farner seine Solokarriere fort und brachte zahlreiche Alben heraus, die heute nur als rare Sammlerstücke zu bekommen sind (Mark Farner, No Frills, Some Kind of Wonderful, Just Another Injustice, Wake Up, Closer to …, Heirlooms). In einer Phase nannte er sich Christian Mark Farner und spielte ausschließlich bei christlichen Veranstaltungen. Ab 1995 trat er mit Ringo Starrs All Star Band auf und verzeichnete Erfolge mit Kollegen, wie John Entwistle von The Who und Billy Preston.
1997 vereinigte sich Grand Funk Railroad erneut mit Mark Farner, um ein Benefizkonzert für die Opfer des Bosnienkriegs zu geben. Eine Doppel-CD mit einem neuartigen Sound, unter der Mitwirkung eines Sinfonieorchesters, Peter Frampton und Alto Reed, war das Ergebnis dieser Reunion. 1999 erschien das Dreier-Set Thirty Years of Funk mit allen Erfolgen der Band und einigen bisher unveröffentlichten Stücken.
Mark Farner tourte danach mit der N’r’G Band (Lawrence Buckner, Paul Ojibway, Hubert Crawford) durch die USA. Don Brewer und Mel Schacher entschlossen sich, Grand Funk Railroad weiter bestehen zu lassen und nahmen Bruce Kulick (vormals bei Kiss), Tim Cashion (vormals bei Bob Seger) und Max Carl (vormals bei 38 Special) in die Band auf. Ab dem Jahr 2000 gab die Gruppe erneut zahlreiche Konzerte in den Vereinigten Staaten.
Im November 2004 wurde Terry Knight durch mehrere Messerstiche ermordet. Don Brewer war über den Tod geschockt und erklärte, „Terry war sehr hilfreich bei der Entwicklung und Vermarktung von Grand Funk Railroad“. Knight und Brewer hatten seit mehr als 30 Jahren nicht mehr miteinander gesprochen.
Grand Funk Railroad haben in ihrer musikalischen Laufbahn mehr als 20 Millionen Alben verkauft.

## Diskografie

### Alben
| Jahr | Titel                                               | Höchstplatzierung, Gesamtwochen, AuszeichnungChartplatzierungen (Jahr, Titel, Platzierungen, Wochen, Auszeichnungen, Anmerkungen) | Höchstplatzierung, Gesamtwochen, AuszeichnungChartplatzierungen (Jahr, Titel, Platzierungen, Wochen, Auszeichnungen, Anmerkungen) | Höchstplatzierung, Gesamtwochen, AuszeichnungChartplatzierungen (Jahr, Titel, Platzierungen, Wochen, Auszeichnungen, Anmerkungen) | Anmerkungen                                                            |
| Jahr | Titel                                               | DE | UK | US | Anmerkungen                                                            |
| ---- | --------------------------------------------------- | --- | --- | --- | ---------------------------------------------------------------------- |
| 1969 | On Time                                             | — | — | US27 Gold · (55 Wo.)US | Erstveröffentlichung: 7. August 1969                                   |
| 1969 | Grand Funk                                          | DE17 (8 Wo.)DE | — | US11 Platin · (67 Wo.)US | Erstveröffentlichung: 29. Dezember 1969 auch bekannt als The Red Album |
| 1970 | Closer to Home                                      | — | — | US6 ×2Doppelplatin · (63 Wo.)US                                                                                                   | Erstveröffentlichung: 7. Juli 1970                                     |
| 1970 | Livealbum                                           | — | UK29 (1 Wo.)UK | US5 ×2Doppelplatin · (62 Wo.)US                                                                                                   | Erstveröffentlichung: 16. Oktober 1970 Liveaufnahme                    |
| 1971 | Survival                                            | DE48 (1 Wo.)DE | — | US6 Platin · (40 Wo.)US | Erstveröffentlichung: 13. April 1971                                   |
| 1971 | E pluribus funk                                     | DE41 (1 Wo.)DE | — | US5 Platin · (30 Wo.)US | Erstveröffentlichung: 2. November 1971                                 |
| 1972 | Mark, Don & Mel 1969–71                             | — | — | US17 Gold · (27 Wo.)US | Erstveröffentlichung: 3. November 1972 Kompilation                     |
| 1972 | Phoenix                                             | DE25 (4 Wo.)DE | — | US7 Gold · (27 Wo.)US | Erstveröffentlichung: 15. September 1972                               |
| 1973 | We’re an American Band als Grand Funk               | DE46 (1 Wo.)DE | — | US2 Platin · (35 Wo.)US | Erstveröffentlichung: Juli 1973                                        |
| 1974 | Shinin’ On als Grand Funk                           | — | — | US5 Gold · (29 Wo.)US | Erstveröffentlichung: 15. März 1973                                    |
| 1974 | All the Girls in the World Beware!!! als Grand Funk | — | — | US10 Gold · (24 Wo.)US | Erstveröffentlichung: Dezember 1974                                    |
| 1975 | Caught in the Act                                   | — | — | US21 (10 Wo.)US | Erstveröffentlichung: 11. August 1975 Liveaufnahme                     |
| 1975 | Born to Die                                         | — | — | US47 (11 Wo.)US | Erstveröffentlichung: 29. Dezember 1975                                |
| 1976 | Good Singin’, Good Playin’                          | — | — | US52 (9 Wo.)US | Erstveröffentlichung: 2. August 1976                                   |
| 1976 | Grand Funk Hits                                     | — | — | US126 (5 Wo.)US | Best-of-Album                                                          |
| 1981 | Grand Funk Lives                                    | — | — | US149 (5 Wo.)US | Erstveröffentlichung: 12. Januar 1981                                  |

Weitere Alben
- What’s Funk (1983)
- Heavy Hitters! (1989)
- The Best of Grand Funk (1990)
- The Capitol Collector Series (1991, US: Gold)
- More of the Best (1991)
- Best of Grand Funk Railroad (1996)
- Bosnia (1997, live)
- Thirty Years of Funk (1999)
- Live – The 1971 Tour (2002, digital bearbeitet)
- Trunk of Funk (2002, die ersten vier Alben in aufwendiger Sammlerbox)
- Essential Collection (2004)
- Greatest Hits (2006, CD und DVD in Sammlerbox)
- Trunk of Funk Vol. 2 (2006)

### Singles
| Jahr | Titel Album                                                 | Höchstplatzierung, Gesamtwochen, AuszeichnungChartplatzierungen (Jahr, Titel, Album, Platzierungen, Wochen, Auszeichnungen, Anmerkungen) | Höchstplatzierung, Gesamtwochen, AuszeichnungChartplatzierungen (Jahr, Titel, Album, Platzierungen, Wochen, Auszeichnungen, Anmerkungen) | Höchstplatzierung, Gesamtwochen, AuszeichnungChartplatzierungen (Jahr, Titel, Album, Platzierungen, Wochen, Auszeichnungen, Anmerkungen) | Höchstplatzierung, Gesamtwochen, AuszeichnungChartplatzierungen (Jahr, Titel, Album, Platzierungen, Wochen, Auszeichnungen, Anmerkungen) | Anmerkungen                                                                            |
| Jahr | Titel Album                                                 | DE | AT | UK | US | Anmerkungen                                                                            |
| ---- | ----------------------------------------------------------- | --- | --- | --- | --- | -------------------------------------------------------------------------------------- |
| 1969 | Time Machine On Time                                        | — | — | — | US48 (11 Wo.)US | Erstveröffentlichung: 28. Juli 1969                                                    |
| 1969 | Mr. Limousine Driver Grand Funk                             | — | — | — | US97 (2 Wo.)US | Erstveröffentlichung: 7. Dezember 1969                                                 |
| 1970 | Heartbreaker On Time                                        | — | — | — | US72 (6 Wo.)US | Erstveröffentlichung: 30. Januar 1970                                                  |
| 1970 | Closer to Home (I’m Your Captain) Closer to Home            | — | — | — | US22 (12 Wo.)US | Erstveröffentlichung: 27. Juli 1970                                                    |
| 1970 | Mean Mistreater Livealbum                                   | — | — | — | US47 (8 Wo.)US | Erstveröffentlichung: Dezember 1970                                                    |
| 1971 | Inside Looking Out Grand Funk                               | — | — | UK40 (1 Wo.)UK | — | Erstveröffentlichung: Januar 1971                                                      |
| 1971 | Feelin’ Alright Survival                                    | — | — | — | US54 (6 Wo.)US | Erstveröffentlichung: 3. April 1971 Autor: Dave Mason                                  |
| 1971 | Gimme Shelter Survival                                      | — | — | — | US61 (6 Wo.)US | Erstveröffentlichung: 17. August 1971 Original: The Rolling Stones (1969)              |
| 1971 | Footstompin’ Music E pluribus funk                          | — | — | — | US29 (11 Wo.)US | Erstveröffentlichung: 1. Dezember 1971                                                 |
| 1972 | Upsetter E pluribus funk                                    | — | — | — | US73 (5 Wo.)US | Erstveröffentlichung: 12. April 1972                                                   |
| 1972 | Rock ’n Roll Soul Phoenix                                   | — | — | — | US29 (13 Wo.)US | Erstveröffentlichung: September 1972                                                   |
| 1973 | We’re an American Band                                      | — | — | — | US1 Platin · (17 Wo.)US | Erstveröffentlichung: 2. Juli 1973 Produzent: Todd Rundgren Rock and Roll Hall of Fame |
| 1973 | Walk Like a Man We’re an American Band                      | — | — | — | US19 (12 Wo.)US | Erstveröffentlichung: 29. Oktober 1973 Produzent: Todd Rundgren                        |
| 1974 | The Loco-Motion Shinin’ On                                  | DE10 (16 Wo.)DE | AT7 (8 Wo.)AT | — | US1 Gold · (20 Wo.)US | Erstveröffentlichung: 25. Februar 1974 Original: Little Eva Produzent: Todd Rundgren   |
| 1974 | Shinin’ On                                                  | — | — | — | US11 (11 Wo.)US | Erstveröffentlichung: 24. Juni 1974 Produzent: Todd Rundgren                           |
| 1974 | Some Kind of Wonderful All the Girls in the World Beware!!! | — | — | — | US3 Platin · (13 Wo.)US | Erstveröffentlichung: 16. Dezember 1974                                                |
| 1975 | Bad Time All the Girls in the World Beware!!!               | — | — | — | US4 (15 Wo.)US | Erstveröffentlichung: 24. März 1975                                                    |
| 1975 | Take Me Born to Die                                         | — | — | — | US53 (5 Wo.)US | Erstveröffentlichung: 30. Dezember 1975                                                |
| 1976 | Sally Born to Die                                           | — | — | — | US69 (4 Wo.)US | Erstveröffentlichung: Februar 1976                                                     |
| 1976 | Can You Do It Good Singin’, Good Playin’                    | — | — | — | US45 (7 Wo.)US | Erstveröffentlichung: 7. Juli 1976 Produzent: Frank Zappa                              |

grau schraffiert: keine Chartdaten aus diesem Jahr verfügbar
Weitere Singles
- T.N.U.C. (1969)
- Sin’s a Good Man’s Brother (1970)
- People, Let’s Stop the War (1971)
- Just Couldn’t Wait (1977)
- Y.O.U. (1981)
- Stuck in the Middle (1982)
- I’m So True (1982)